# Костова, Ваня
Ваня Костова Костова (18 апреля 1957, Димитровград, Болгария — 6 мая 2021, София) — болгарская певица, выступала с 1980 по 2021 год. С 1981 по 1986 год она была участницей группы Тоника. Одна из их песен выиграла телеконкурс «Мелодия года-81». Болгарское телевидение и радио неоднократно транслировали эту песню, что сделало группу ещё более популярной. В 1982 году вышел первый альбом. Костова стала солисткой группы. В 1983 году вышел второй альбом. В 1986 году она записала свою последнюю песню с «Тоникой» и начала сольную карьеру, выпустив свой первый сольный альбом в 1987 году. В 1991 году она выпустила свой второй альбом.
Костова заразилась COVID-19 в апреле 2021 года. Она умерла от сердечного приступа в Софии месяц спустя, 6 мая 2021 года, в возрасте 64 лет. Тело певицы было кремировано.